# Tamarau
Bubalus mindorensis
Espèce
Statut de conservation UICN

 CR C1+2a(ii) : 
En danger critique
 2007 
Statut CITES
Le Tamarau (Bubalus mindorensis) est une espèce de buffles vivant aux Philippines. Il se distingue des autres buffles par une stature plus petite et des cornes droites. Ces particularités, entre autres, ont conduit les chercheurs à le classer comme une espèce distincte plutôt qu’une sous-espèce du buffle d’eau.

## Répartition et habitat
Les tamaraus vivent uniquement dans les forêts pluviales de Mindoro aux Philippines, dans les plaines abondantes ou dans les forêts secondaires, et à une altitude pouvant atteindre 300 à 1 000 m d’altitude.

## Morphologie
Les tamaraus ont une longueur moyenne de 220 cm (tête comprise), une queue de 60 cm, et une hauteur moyenne au garrot de 106 cm. Les rares individus ayant été pesés sont des femelles dont le poids va de 180 à 300 kg.
Les cornes aident à reconnaître le sexe d’un spécimen : les cornes des mâles sont plus épaisses, plus longues et plus rapprochées que celles des femelles. La robe de l’adulte varie du brun foncé au noir, et il n’existe pas de différence de robe entre mâles et femelles. Les jeunes sont de couleur brun-roux, leurs pattes sont brun foncé, et ils ont une bande dorsale noire. Ils prennent la coloration des adultes vers l’âge de 5 ans.
Les tamaraus peuvent vivre 20 ans, mais les données sont imprécises.
Ils sont herbivores. Durant la saison des pluies, ils se nourrissent souvent de pousses de bambou.

### Reproduction
On ne connaît guère le système reproductif du tamarau. On ne sait pas comment s’effectue la sélection. Mâles et femelles vivent séparément et ne se rejoignent qu’à la saison de reproduction, entre décembre et mai. La gestation est de 276 - 315 jours. Les femelles donnent naissance à un veau tous les deux ans. Les veaux quittent leur mère à l’âge de 2 - 4 ans. Les jeunes femelles restent plus longtemps que les mâles avec leur mère. Lorsqu’ils quittent leur mère, les jeunes vivent en petits groupes jusqu’à leur maturité. Ils se reproduisent à partir de 6 ans. Les veaux sont élevés par leur mère, les mâles ne prennent pas soin de leur progéniture.

## Comportement

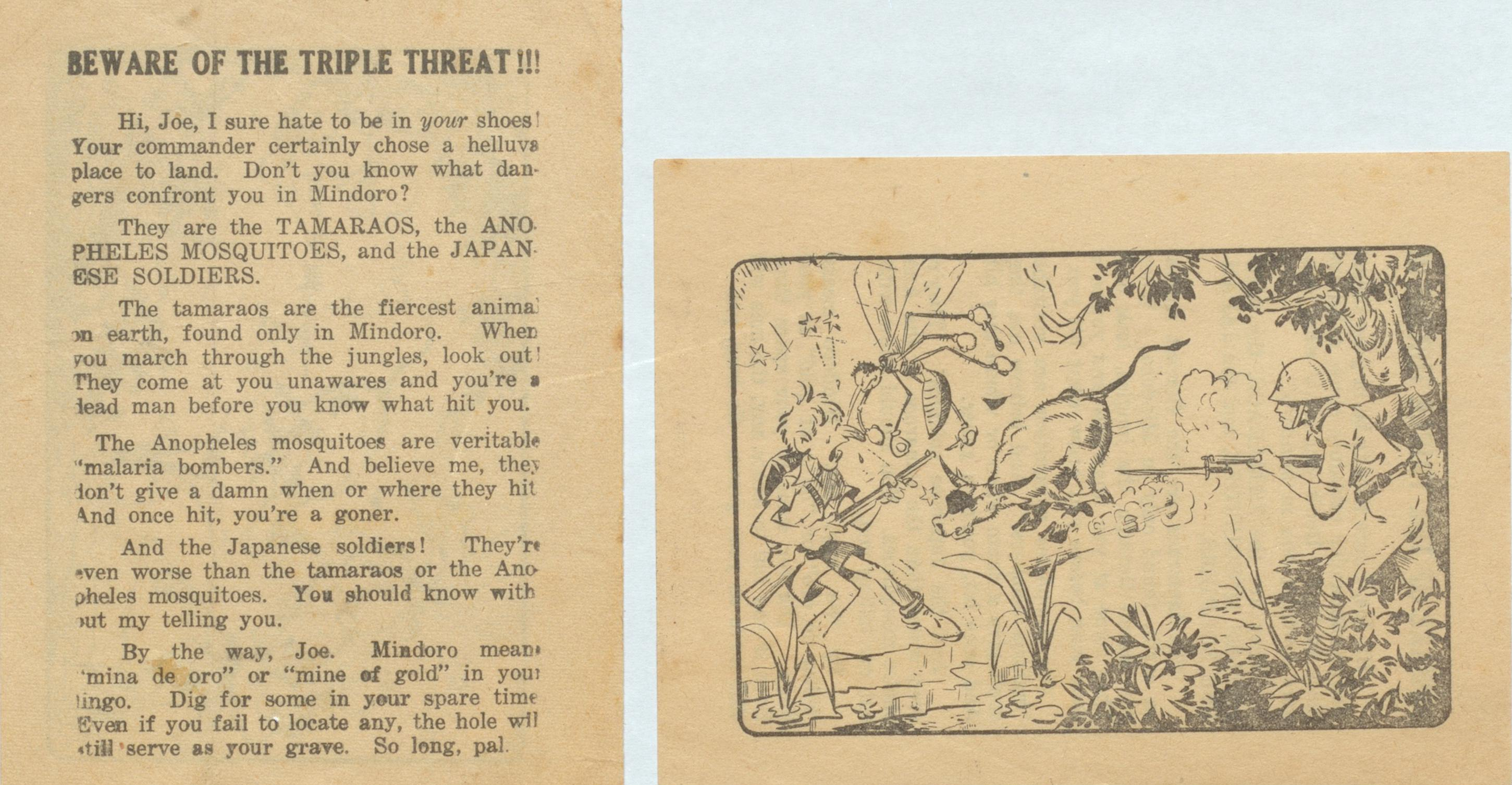
Tract japonais visant à décourager les troupes américaines de débarquer à Mindoro durant la Campagne des Philippines (1944-1945). Le texte décrit le tamarau comme l'animal le plus féroce sur terre (the fiercest animal on earth).

Les tamaraus sont solitaires, à la différence des autres bovidés. Ceci peut s’expliquer comme une adaptation à la vie en forêt, où il leur serait difficile de vivre en troupeaux. Les tamaraus sont agressifs envers l’homme. En principe, le tamarau est un animal diurne qui cherche sa nourriture à proximité des exploitations agricoles. Mais aujourd’hui, il semble qu’ils se nourrissent la nuit et se reposent le jour sous une végétation dense.
On n’a jamais vu de combat entre mâles, mais les mâles se chassent entre eux, surtout durant la période de reproduction. Les femelles chassent leurs congénères en baissant la tête et en agitant leurs cornes.
On connaît peu les modes de communications de ces bovins. Ils manifestent la violence essentiellement en se chassant ou en bougeant la tête. Ils pourraient communiquer aussi par des sons et des substances chimiques, car les bovins ont un bon odorat et une bonne ouïe, mais une vue assez restreinte.

## Prédation
L'homme est le seul prédateur du tamarau. L'espèce est classée en danger critique par l’UICN.